# Puchar Austrii w piłce nożnej (2012/2013)
Puchar Austrii w piłce nożnej (2012/2013) (ÖFB-Samsung-Cup) był 79. edycją krajowego, dorocznego Pucharu Austrii w piłce nożnej. Rozpoczął się od pierwszej rundy dnia 12 lipca 2012 roku, a skończył finałem 30 maja 2013 roku. Po raz pierwszy w historii zdobywcą pucharu został zespół FC Pasching występujący wówczas w Regionallidze (trzeci poziom rozgrywek w Austrii).

## Pierwsza runda
Losowanie odbyło się 1 lipca 2012. Mecze odbyły się w dniach 13-15 lipca 2012.
| Drużyna 1            | Wynik           | Drużyna 2             |
| -------------------- | --------------- | --------------------- |
| 12 lipca 2012        |                 |                       |
| FAC                  | 0–1             | Rheindorf Altach      |
| 13 lipca 2012        |                 |                       |
| Hard                 | 1–0             | Schwaz                |
| Parndorf             | 0–3             | Admira Wacker Mödling |
| Swarovski Wattens    | 0–1             | Sturm Graz            |
| Union Vöcklamarkt    | 3–4             | Lustenau              |
| Gratkorn             | 0–0* 4–5 (kar.) | Wacker Innsbruck      |
| Villach              | 4–2             | Rohrendorf            |
| Pasching             | 2–1             | Austria Salzburg      |
| Kalsdorf             | 3–1             | Wallern               |
| Deutschlandsberger   | 1–2             | Hartberg              |
| Pinzgau Saalfelden   | 0–4             | Grödig                |
| Union St. Florian    | 2–1             | Blau-Weiß Linz        |
| Austria Klagenfurt   | 3–2             | Horn                  |
| Salzburger AK        | 0–5             | Allerheiligen         |
| Amstetten            | 0–1             | Schwechat             |
| GAK                  | 3–2*            | First Vienna          |
| Wiener Sport-Club    | 0–2             | Red Bull Salzburg     |
| 14 lipca 2012        |                 |                       |
| Bad Vöslau           | 1–0             | St. Pölten            |
| Stegersbach          | 3–2*            | Reutte                |
| Grün-Weiß Micheldorf | 0–1             | Wiener Victoria       |
| SAK Klagenfurt       | 1–2             | St. Johann            |
| Oberwart             | 1–3             | Austria Wiedeń        |
| Leoben               | 1–3             | Mattersburg           |
| Retz                 | 1–7             | Austria Lustenau      |
| LASK Linz            | 7–0             | Spittal/Drau          |
| Gaflenz              | 1–2             | Sollenau              |
| Ostbahn              | 1–8             | Wolfsberg             |
| Bregenz              | 1–2             | Kapfenberg            |
| Kufstein             | 1–4             | Ried                  |
| Ardagger             | 2–3*            | Dornbirn              |
| 15 lipca 2012        |                 |                       |
| Wolfurt              | 2–4*            | Wiener Neustadt       |
| Heiligenkreuz        | 0–5             | Rapid Wiedeń          |

* - dogrywka

## Druga runda
Losowanie odbyło się 13 sierpnia 2012. Mecze rozegrano od 25-26 września 2012.
| Drużyna 1          | Wynik           | Drużyna 2             |
| ------------------ | --------------- | --------------------- |
| 25 września 2012   |                 |                       |
| Kalsdorf           | 3–0             | Hartberg              |
| Wiener Victoria    | 3–3* 4–1 (kar.) | Kapfenberg            |
| Hard               | 0–3             | Rheindorf Altach      |
| Stegersbach        | 1–3             | Red Bull Salzburg     |
| Austria Klagenfurt | 2–0*            | Admira Wacker Mödling |
| Villach            | 3–1             | Wiener Neustadt       |
| Pasching           | 3–2*            | Austria Lustenau      |
| Schwechat          | 0–5             | Sturm Graz            |
| Sollenau           | 1–5*            | Wacker Innsbruck      |
| St. Johann         | 0–3             | Lustenau              |
| LASK Linz          | 2–0             | Grödig                |
| Dornbirn           | 2–3             | Austria Wiedeń        |
| 26 września 2012   |                 |                       |
| Bad Vöslau         | 2–3             | Mattersburg           |
| Union St. Florian  | 1–1* 4–5 (kar.) | Ried                  |
| Allerheiligen      | 1–4             | Rapid Wiedeń          |
| GAK                | 0–6             | Wolfsberg             |

* - dogrywka

## Trzecia runda
Losowanie odbyło się 2 października 2012. Mecze rozegrano od 30 do 31 października 2012.
| Drużyna 1            | Wynik           | Drużyna 2          |
| -------------------- | --------------- | ------------------ |
| 30 października 2012 |                 |                    |
| Pasching             | 2–1             | Austria Klagenfurt |
| Sturm Graz           | 1–2             | Wacker Innsbruck   |
| Lustenau             | 1–2             | Wolfsberg          |
| LASK Linz            | 2–2* 7–6 (kar.) | Mattersburg        |
| Wiener Victoria      | 0–1             | Ried               |
| 31 października 2012 |                 |                    |
| Kalsdorf             | 1–3             | Red Bull Salzburg  |
| Villach              | 0–4             | Austria Wiedeń     |
| Rapid Wiedeń         | 4–2*            | Rheindorf Altach   |

* - dogrywka

## Ćwierćfinały
| Data       | Liga                                                                                            | Liga                                                                                            | Liga                                                                                            | Gospodarze                                                                                      |                                                                                                 | Goście                                                                                          | Wynik                                                                                           |
| ---------- | ----------------------------------------------------------------------------------------------- | ----------------------------------------------------------------------------------------------- | ----------------------------------------------------------------------------------------------- | ----------------------------------------------------------------------------------------------- | ----------------------------------------------------------------------------------------------- | ----------------------------------------------------------------------------------------------- | ----------------------------------------------------------------------------------------------- |
| 16.04.2013 | BL                                                                                              | –                                                                                               | RL                                                                                              | Rapid Wiedeń                                                                                    | –                                                                                               | FC Pasching                                                                                     | 0:1 (0:0)                                                                                       |
|            | Bramki:                                                                                         | Bramki:                                                                                         | Bramki:                                                                                         | 0:1 (61.) Nacho Casanova                                                                        | 0:1 (61.) Nacho Casanova                                                                        | 0:1 (61.) Nacho Casanova                                                                        | 0:1 (61.) Nacho Casanova                                                                        |
| 16.04.2013 | BL                                                                                              | –                                                                                               | BL                                                                                              | Wacker Innsbruck                                                                                | –                                                                                               | Red Bull Salzburg (M, P)                                                                        | 0:3 (0:1)                                                                                       |
|            | Bramki:                                                                                         | Bramki:                                                                                         | Bramki:                                                                                         | 0:1 (44.) Jonathan Soriano, 0:2 (53.) Martin Švejnoha (sam.), 0:3 (89.) Jonathan Soriano        | 0:1 (44.) Jonathan Soriano, 0:2 (53.) Martin Švejnoha (sam.), 0:3 (89.) Jonathan Soriano        | 0:1 (44.) Jonathan Soriano, 0:2 (53.) Martin Švejnoha (sam.), 0:3 (89.) Jonathan Soriano        | 0:1 (44.) Jonathan Soriano, 0:2 (53.) Martin Švejnoha (sam.), 0:3 (89.) Jonathan Soriano        |
| 17.04.2013 | BL                                                                                              | –                                                                                               | BL                                                                                              | Wolfsberger AC                                                                                  | –                                                                                               | Austria Wiedeń                                                                                  | 1:2 (0:1)                                                                                       |
|            | Bramki:                                                                                         | Bramki:                                                                                         | Bramki:                                                                                         | 0:1 (20.) Philipp Hosiner, 0:2 (66.) Alexander Grünwald, 1:2 (83.) Rubén Rivera                 | 0:1 (20.) Philipp Hosiner, 0:2 (66.) Alexander Grünwald, 1:2 (83.) Rubén Rivera                 | 0:1 (20.) Philipp Hosiner, 0:2 (66.) Alexander Grünwald, 1:2 (83.) Rubén Rivera                 | 0:1 (20.) Philipp Hosiner, 0:2 (66.) Alexander Grünwald, 1:2 (83.) Rubén Rivera                 |
| 17.04.2013 | BL                                                                                              | –                                                                                               | RL                                                                                              | SV Ried                                                                                         | –                                                                                               | LASK Linz                                                                                       | 2:1* (1:1, 1:0)                                                                                 |
|            | Bramki:                                                                                         | Bramki:                                                                                         | Bramki:                                                                                         | 1:0 (41.) Robert Žulj, 1:1 (90+4.) Radovan Vujanović, 2:1 (106.) Marco Meilinger                | 1:0 (41.) Robert Žulj, 1:1 (90+4.) Radovan Vujanović, 2:1 (106.) Marco Meilinger                | 1:0 (41.) Robert Žulj, 1:1 (90+4.) Radovan Vujanović, 2:1 (106.) Marco Meilinger                | 1:0 (41.) Robert Žulj, 1:1 (90+4.) Radovan Vujanović, 2:1 (106.) Marco Meilinger                |
| Legenda:   | BL = Bundesliga – RL = Regionalliga * = wynik po dogrywce M: Mistrz kraju – P: Zdobywca pucharu | BL = Bundesliga – RL = Regionalliga * = wynik po dogrywce M: Mistrz kraju – P: Zdobywca pucharu | BL = Bundesliga – RL = Regionalliga * = wynik po dogrywce M: Mistrz kraju – P: Zdobywca pucharu | BL = Bundesliga – RL = Regionalliga * = wynik po dogrywce M: Mistrz kraju – P: Zdobywca pucharu | BL = Bundesliga – RL = Regionalliga * = wynik po dogrywce M: Mistrz kraju – P: Zdobywca pucharu | BL = Bundesliga – RL = Regionalliga * = wynik po dogrywce M: Mistrz kraju – P: Zdobywca pucharu | BL = Bundesliga – RL = Regionalliga * = wynik po dogrywce M: Mistrz kraju – P: Zdobywca pucharu |

## Półfinały
Losowanie par odbyło się 21 kwietnia 2013 roku.
| Data        | Liga                                                                      | Liga                                                                      | Liga                                                                      | Gospodarze                                                                                           | | Goście                                                                                               | Wynik                                                                                                |
| ----------- | ------------------------------------------------------------------------- | ------------------------------------------------------------------------- | ------------------------------------------------------------------------- | --- | --- | --- | --- |
| 7 maja 2013 | BL                                                                        | –                                                                         | RL                                                                        | Red Bull Salzburg                                                                                    | – | FC Pasching                                                                                          | 1:2 (0:0)                                                                                            |
|             | Bramki:                                                                   | Bramki:                                                                   | Bramki:                                                                   | 1:0 (48.) Håvard Nielsen, 1:1 (69.) Ivan Kovacec, 1:2 (79.) Daniel Kerschbaumer                      | 1:0 (48.) Håvard Nielsen, 1:1 (69.) Ivan Kovacec, 1:2 (79.) Daniel Kerschbaumer                      | 1:0 (48.) Håvard Nielsen, 1:1 (69.) Ivan Kovacec, 1:2 (79.) Daniel Kerschbaumer                      | 1:0 (48.) Håvard Nielsen, 1:1 (69.) Ivan Kovacec, 1:2 (79.) Daniel Kerschbaumer                      |
| 8 maja 2013 | BL                                                                        | –                                                                         | BL                                                                        | SV Ried                                                                                              | – | Austria Wiedeń                                                                                       | 1:3 (0:0)                                                                                            |
|             | Bramki:                                                                   | Bramki:                                                                   | Bramki:                                                                   | 0:1 (52.) Philipp Hosiner, 1:1 (75.) René Gartler, 1:2 (85.) Tomáš Jun, 1:3 (90.+2) Alexander Gorgon | 0:1 (52.) Philipp Hosiner, 1:1 (75.) René Gartler, 1:2 (85.) Tomáš Jun, 1:3 (90.+2) Alexander Gorgon | 0:1 (52.) Philipp Hosiner, 1:1 (75.) René Gartler, 1:2 (85.) Tomáš Jun, 1:3 (90.+2) Alexander Gorgon | 0:1 (52.) Philipp Hosiner, 1:1 (75.) René Gartler, 1:2 (85.) Tomáš Jun, 1:3 (90.+2) Alexander Gorgon |
| Legenda:    | BL = Bundesliga – RL = Regionalliga M: Mistrz kraju – P: Zdobywca pucharu | BL = Bundesliga – RL = Regionalliga M: Mistrz kraju – P: Zdobywca pucharu | BL = Bundesliga – RL = Regionalliga M: Mistrz kraju – P: Zdobywca pucharu | BL = Bundesliga – RL = Regionalliga M: Mistrz kraju – P: Zdobywca pucharu                            | BL = Bundesliga – RL = Regionalliga M: Mistrz kraju – P: Zdobywca pucharu                            | BL = Bundesliga – RL = Regionalliga M: Mistrz kraju – P: Zdobywca pucharu                            | BL = Bundesliga – RL = Regionalliga M: Mistrz kraju – P: Zdobywca pucharu                            |

## Mecz finałowy
| 30 maja 2013 16:30 WET | Austria Wiedeń | 0–1(0-0)Raport | FC Pasching · Sobkova 47' | Ernst-Happel-Stadion, Wiedeń Widzów: 16,500 Sędzia: Rene Eisner |
|                        |                |                |                           |                                                                 |

|  |  |

| BR           | 13 | Heinz Lindner      |     |     |
| OB           | 14 | Manuel Ortlechner  |     |     |
| OB           | 30 | Fabian Koch        |     | 78' |
| OB           | 4  | Kaja Rogulj        | 59' |     |
| OB           | 17 | Florian Mader      |     | 54' |
| PO           | 25 | James Holland      | 64' |     |
| PO           | 10 | Alexander Grünwald |     | 65' |
| PO           | 20 | Alexander Gorgon   |     |     |
| PO           | 27 | Emir Dilaver       |     |     |
| NA           | 11 | Tomas Jun          |     |     |
| NA           | 16 | Philipp Hosiner    |     |     |
| Rezerwowi:   |    |                    |     |     |
| BR           | 1  | Pascal Grünwald    |     |     |
| OB           | 5  | Lukas Rotpuller    |     |     |
| NA           | 17 | Marko Stanković    |     | 78' |
| PO           | 8  | Tomáš Šimkovič     | 92' | 54' |
| NA           | 42 | Roman Kienast      |     | 65' |
| Manager:     |    |                    |     |     |
| Peter Stöger |    |                    |     |     |

| BR                 | 1  | Hans-Peter Berger     |     |     |     |
| OB                 | 2  | Davorin Kablar        |     |     |     |
| OB                 | 3  | Mark Prettenthaler    | 41' |     |     |
| OB                 | 4  | Martin Grasegger      |     |     |     |
| OB                 | 5  | Thomas Krammer        | 6'  | 81' |     |
| PO                 | 6  | Marco Pertchold       |     |     |     |
| PO                 | 7  | Daniel Sobkova        |     | 79' | 47' |
| PO                 | 8  | Daniel Kerschbaumer   | 85' |     |     |
| PO                 | 9  | Philipp Schobesberger |     | 70' |     |
| NA                 | 10 | Nacho Casanova        |     |     |     |
| NA                 | 11 | Ivan Kovacec          |     |     |     |
| Rezerwowi:         |    |                       |     |     |     |
| BR                 | 12 | Michael Höfler        |     |     |     |
| OB                 | 13 | Stefan Petrović       | 87' | 79' |     |
| PO                 | 14 | Ali Hamdemir          |     | 70' |     |
| NA                 | 15 | Lukas Mössner         |     | 81' |     |
| PO                 | 16 | Markus Blutsch        |     |     |     |
| Manager:           |    |                       |     |     |     |
| Gerald Baumgartner |    |                       |     |     |     |